# Алісса Діас
Алісса Діас (англ. Alyssa Diaz, нар. 7 вересня 1985, Лос-Анджелес, Каліфорнія, США) — американська акторка. Вона відома своїми ролями на телебаченні, такими як Селія Ортега в денній мильній опері «Як обертається світ», Жасмін в телесеріалі «Дев'ять життів Хлої Кінг», Глорія Круз в «Армійські дружини», Тереза в «Рей Донован», Даніела Марзан та детектив Анджела Лопес у серіалі «Новобранець».

## Біографія
Діас народилася в районі Нортрідж Лос-Анджелеса, Каліфорнія, 7 вересня 1985 року вона має колумбійське та мексиканське походження.

## Кар'єра
Діас — акторка, відома своїми головними ролями в кількох серіалах, у тому числі «Армійські дружини», «Рей Донован» і мильна опера «Як обертається світ». Вона також гралп в телевізійних шоу, включаючи «Південна територія», «Місце злочину: Нью-Йорк» і «Теорія брехні». Вона знялася у фільмі «Як дівчата Гарсіа провели літо», а також у таких телефільмах «Бен 10: Іншопланетний рій» і «Проєкт Дженсен».
У 2011 році вона отримала головну роль Жасмін у сімейному серіалі ABC «Дев'ять життів Хлої Кінг».. У 2012 році вона отримала головну роль Глорії Круз у серіалі «Армійські дружини». У сьомому сезоні, який почався в березні 2013 року, її перевели до регулярного складу. Вона також з'явилася в «Щоденниках вампіра». Вона зіграла Міку Камарену, дружину Кікі Камарени, убитого агента DEA, у серіалі Netflix «Нарко: Мексика» Зараз вона також грає першокласну детективку Анджелу Лопес у драмі ABC «Новобранець».

## Особисте життя
Діас заручена зі співаком/автором пісень Густаво Галіндо. 28 грудня 2020 року Діас повідомила у своєму Instagram, що вони з Галіндо стали батьками хлопчика. Її вагітність була включена в сюжетну лінію її героїні Анджели Лопес у серіалі «Новобранець».

## Фільмографія
| Рік       |    | Українська назва                  | Оригінальна назва                          | Роль             |
| --------- | -- | --------------------------------- | ------------------------------------------ | ---------------- |
| 2001      | с  | Брати Гарсіа                      | The Brothers García                        | Марлін           |
| 2002      | с  | Американська сім'я                | American Family                            | Алісія           |
| 2004      | кф | Середа після обіду                | Wednesday Afternoon                        | Джізелла         |
| 2004      | кф | Хто завгодно                      | Anyone                                     |                  |
| 2004      | кф | Відлуння                          | Echoes                                     | Джекі            |
| 2004      | с  | C.S.I.: Місце злочину Маямі       | CSI: Miami                                 | Челсі Лопес      |
| 2005      | ф  | Як дівчата Гарсіа провели літо    | How the Garcia Girls Spent Their Summer    | Роуз             |
| 2005      | с  | Як обертається світ               | As the World Turns                         | Селія Ортега     |
| 2006      | с  | Загін «Антитерор»                 | The Unit                                   | Долорес          |
| 2008      | ф  | О, дитинко!                       | Oh Baby!                                   | Марія            |
| 2008      | с  | Акула                             | Shark                                      | Роза Діас        |
| 2008      | с  | Університет                       | Greek                                      | Кріссі Сноу      |
| 2009      | с  | Місце злочину: Нью-Йорк           | CSI: NY                                    | Трейсі Джеймс    |
| 2009—2010 | с  | Південна територія                | Southland                                  | Мерседес Молетта |
| 2009      | с  | Валентин                          | Valentine                                  | Венді            |
| 2009      | с  | Три річки                         | Three Rivers                               | Крісті           |
| 2009      | тф | Бен 10: Іншопланетний рій!        | Ben 10: Alien Swarm                        | Елена Валідус    |
| 2010      | с  | Теорія брехні                     | Lie to Me                                  | Ава Торрес       |
| 2010      | тф | Проєкт Дженсен!                   | The Jensen Project                         | Сем              |
| 2011      | с  | Дев'ять життів Хлої Кінг          | The Nine Lives of Chloe King               | Жасмін           |
| 2011      | ф  | Щелепи 3D!                        | Shark Night                                | Мая              |
| 2011      | с  | Закон і порядок: Лос-Анджелес     | Law & Order: LA                            | Малія Гомес      |
| 2011      | с  | Необхідна жорстокість             | Necessary Roughness                        | Талліс Ленг      |
| 2012      | ф  | Невловимі                         | Red Dawn                                   | Джулі            |
| 2012      | ф  | Американський громадянин          | American Citizen                           | Жисель           |
| 2012—2013 | с  | Армійські дружини                 | Army Wives                                 | Глорія Круз      |
| 2012      | с  | Революція                         | Revolution                                 | Мія Клейтон      |
| 2012      | с  | Щоденники вампіра                 | The Vampire Diaries                        | Кімберлі         |
| 2013      | с  | Останній корабель                 | The Last Ship                              |                  |
| 2014      | с  | Міст                              | The Bridge                                 | Люсі             |
| 2014      | с  | Грімм                             | Grimm                                      | Белем Хойс       |
| 2015      | ф  | Чужі діти                         | Other People's Children                    | Тріна            |
| 2015—2018 | с  | Рей Донован                       | Ray Donovan                                | Тереза           |
| 2016      | с  | Люцифер                           | Lucifer                                    | Дені             |
| 2016      | с  | Кістки                            | Bones                                      | Керрі Наполі     |
| 2016—2017 | с  | Зоо-апокалипсис                   | Zoo                                        | Даніела Марзан   |
| 2016—2019 | с  | Морська поліція: Лос-Анджелес     | NCIS: Los Angeles                          | Жасмін Гарсіа    |
| 2016      | с  | Як уникнути покарання за вбивство | How to Get Away with Murder                | Дені Алдовар     |
| 2016      | с  | Радіохвиля                        | Frequency                                  | Міраселла Корадо |
| 2016      | с  | Смертельна зброя                  | Lethal Weapon                              | Ханна            |
| 2018      | ф  | Паралель                          | Parallel                                   | Кармен           |
| 2018      | ф  | Такими, якими ми не були          | The Way We Weren't                         | Ріта             |
| 2018      | ф  | Магнітна плазма                   | Magnetic Plasma for mass(es) Enlightenment | Фейт             |
| 2018      | с  | Довічне ув'язнення                | Life Sentence                              | Кайла            |
| 2018—2024 | с  | Новобранець                       | The Rookie                                 | Анджела Лопес    |
| 2018      | с  | Нарко: Мексика                    | Narcos: Mexico                             | Міка Камарена    |
| 2022      | тф | Рей Донован                       | Ray Donovan: The Movie                     | Тереза           |
| 2023      | с  | Новобранець: Федерали             | The Rookie: Feds                           | Анджела Лопес    |